# Реа (митологија)
Реа (грч. Ρέα, лат. Rhea) је у грчкој митологији кћерка титана Урана и Геје, богиња плодности и мајчинства.

## Митологија
Реа је била сестра и жена Кроноса. Кронос је збацио са власти оца Урана и затворио га у Тартарус. Тада он и Геја постадоше краљ и краљица богова.
Време Рее и Кроноса било је тзв. златно доба, време када није било потребе за законима и правилима јер је владао мир на свету. Кронос и Реа су имали неколико деце: Хестију, Деметру, Херу, Посејдона, Хада, али Кронос их је све прогутао чим су се родили, јер се бојао да ће му одузети власт као што је он урадио свом оцу. Реа је своје последње дете, Зевса, родила на Криту. У помоћ Геје и Урана га је сакрила, а Кроносу је дала камен умотан у одећу да га прогута.
Постоји пар верзија о одрастању Зевса.
- Одгајила га је Геја
- Одгајила га је Амалтеа
- Одгајила га је нимфа Адамантеа. Како је Кронос владао земљом, небесима и морем, она га је завезала тако да је висио са дрвета не налазећи се ни на небу, ни на земљи ни на мору, бећ између њих и тако Кронос не успеше да га види.
- Одгајила га је нимфа Киносура. У знак захвалност, Зевс ју је поставио међу звезде након њене смрти.
- Одгајила га је Мелиса која га је хранила козјем млеком

Када је одрастао Зевс је натерао оца да испљуне децу супротним редом од оног којим их је гутао: прво камен, затим остале. Једна верзија је и да је Зевс расекао Кроносов стомак. Пошто је ослободио браћу и сестре, Зевс је ослободио киклопе, гиганте, сторуке дивове и браћу Хроносову, који су прво од руке Урана затворени у Тартару, а затим и од Кроносове, а ови му дадоше муњу. Након овога Зевсова браћа и сестра заједно са киклопима и осталим бићима поведоше рат против Кроноса и осталих титана. Када су их победили, Кроноса и остале титане бацише у Тартар, најдубље место на земљи. 
Највећи храм био је на Криту, где је по легенди и сакрила Зевса од Кроноса. 
Симбол Реје је месец или два лава.